# 청두 시내버스 방화 사건

청두 시내버스 방화 사건(중국어: 成都6·5公交燃烧事故)은 2009년 6월 5일 중화인민공화국 청두에서 일어난 버스 방화 사건이며, 사고 당시 27명의 사망자와 76명의 부상자가 발생하였다.
청두시내버스방화사건의 용의자는 62세 장운량그는 정당한 직업이 없었고 주로 딸의 후원의 의존하면서 생활을 하였다.
장운량은 생활비로 도박을하여 딸이 생활비를 줄이자 자살로 협박해 가족에게 돈을 요구하였고 딸과의 통화에서 "나는 내일 이 세상에 서 없어질것이다 그런데 죽는 방법은 다른 사람하고는 다를 것이다" 라고 말을 하였다.
2009년 6월 5일 그는 인화성물질을 가지고 버스에 올랐다. 승객들이 버스에서 휘발유 냄새가 난다고 멈추라고 소리를 질렀다. 그런데 인화성물질이 버스 뒤쪽에서부터 앞쪽으로 흘러내렸고 승객들 사이에서 정전기가 발생해 뒤쪽에서부터 불이 붙기 시작하였고 승객들의 옷이 불에타고 검은 연기가 나기 시작하였다. 이로 이해 버스는 뼈대만 남고 다 불타버렸다. 

## 같이 보기
- 대구 지하철 화재 참사
- 숭례문 방화 사건
- 킹스크로스 화재
- 서울 행당동 버스 폭발 사고
- 중국 우한 버스 화재사건